# Ekaltadeta
Genre
Ekaltadeta est un genre éteint  de marsupiaux Hypsiprymnodontidae de la sous-famille également éteinte des Propleopinae.
Il vivait en Australie-Méridionale où il cohabitait avec Propleopus. Il mesurait 1,2 mètre de long et était omnivore comme son cousin. 
Le genre semble avoir vécu au cours du Miocène supérieur il y a environ entre 11,6 et 5,3 Ma (millions d'années).  
Ekaltadeta a été décrit par Michael Archer et Tim Flannery en 1985.

## Espèces
Le genre Ekaltadeta  possède trois espèces : 
- Ekaltadeta ima (espèce type) ;
- Ekaltadeta jamiemulvaneyi ;
- Ekaltadeta wellingtonensis.